# 17 de març
El 17 de març és el setanta-sisè dia de l'any del calendari gregorià i el setanta-setè en els anys de traspàs. Queden 289 dies per a finalitzar l'any.

## Esdeveniments
Països Catalans
- 1870, Barcelona: Estrena al Teatre Romea d'El collaret de perles, de Serafí Pitarra.[1]
- 1883, Barcelona: s'inaugura el Cementiri del Sud-oest.
- 1917, Barcelona: Apareix a la venda el primer número de la revista d'historietes il·lustrades TBO.
- 1931, Barcelona: S'hi funda Esquerra Republicana de Catalunya.
- 1938, Barcelona: l'aviació nacional hi continua els bombardejos més devastadors que patirà la ciutat en la Guerra Civil espanyola, que durarà fins l'endemà, vegeu bombardeig de Barcelona (març de 1938)
- 1997, Vila-seca de Solcina i Salou (el Tarragonès): Port Aventura inaugura la muntanya russa Stampida.
- 2001:
  - Es crea el primer article de la Viquipèdia en català (àbac).
  - Mor el mosso d'esquadra Santos Santamaría en un atemptat d'ETA a Roses.
- 2009: Catalunya Ràdio ingressa com a membre aprovat a la Unió Europea de Radiodifusió (UER).[2]

Resta del món
- 45 aC: Victòria de Juli Cèsar en la batalla de Munda sobre les darreres legions de Pompeu el Jove i Sext Pompeu.
- 455: Petroni Màxim esdevé Emperador de Roma. És assassinat dos mesos més endavant per una multitud enfurismada.
- 1776, Boston, Província de la Badia de Massachusetts: L'Exèrcit continental, sota el comandament del general Washington, obliga les forces britàniques a evacuar Boston (Evacuation Day).
- 1804: Per primera vegada es representa l'obra que va escriure Friedrich von Schiller sobre Guillem Tell
- 1805, Regne napoleònic d'Itàlia: Neix al Regne d'Itàlia sota el regnat de Napoleó Bonaparte.
- 1808, Aranjuez, Espanya: S'inicia al Motí d'Aranjuez, El motí va obligar el rei Carles IV a destituir a Godoy a favor de Ferran VII.[3]
- 1834 - Deredia (Àlaba) (País Basc): Afusellaments de Deredia per part de les forces de Zumalacárregui.
- 1861, Víctor Manuel II es proclama rei d'Itàlia. Així quasi es completa la Unificació italiana.
- 1945, Segona Guerra Mundial: avions Boeing B-29 Superfortress americans ataquen Kobe, en Japó, amb bombes incendiàries. Aproximadament 8.000 persones moren.[4]
- 1948, Brussel·les, Bèlgica: se signa el Tractat de Brussel·les, per part de Bèlgica, França, Luxemburg, Països Baixos i el Regne Unit, que donà lloc a la Unió Europea Occidental (UEO).[5]
- 1969, Tel-Aviv (Israel): Golda Meïr esdevé primera ministra d'Israel.
- 1992, Buenos Aires, Argentina: Explota una bomba a l'ambaixada d'Israel a Buenos Aires que va fer 29 morts i 242 ferits.[6]
- 2005, Madrid, Espanya: El govern de Zapatero en fa retirar l'única estàtua de Franco que hi quedava.[7]
- 2016, Argentina: S'estrena la pel·lícula còmica Me casé con un boludo

## Naixements
Països Catalans
- 1854 - València: Josep Rodrigo Pertegàs, metge i historiador valencià (m. 1930).
- 1894 - Tarragona: Domènec Guansé i Salesas, periodista, novel·lista i traductor català.
- 1906 - Berlín: Brigitte Helm, actriu de cinema alemanya, protagonista de film mut Metropolis (1927) (m. 1996).[8]
- 1907 - Vilassar de Mar: Carme Rovira i Fortuny, pintora naïf catalana (m. 1985).[9]
- 1914 - Figueres: Maria Novell i Picó, professora, bibliotecària i escriptora (m. 1969).[10]
- 1917 - Barcelona: Núria Llimona i Raymat, pintora catalana (m. 2011).[11]
- 1934 - Barcelona: Enriqueta Tarrés, soprano catalana.
- 1935 - Barcelona: Luis Goytisolo i Gay, escriptor català en llengua castellana.
- 1939 - Ivars d'Urgell, Catalunya: Lluís Prenafeta i Garrusta, empresari i polític (m. 2025).[12]
- 1978 - València: Lola Sánchez, politòloga i sociòloga valenciana, diputada al Parlament Europeu.[13]

Resta del món
- 1473 - Castell de Stirling, Stirling, Escòcia: Jaume IV d'Escòcia, rei d'Escòcia.
- 1665 - Île Saint-Louis: Élisabeth Jacquet de la Guerre, clavecinista i compositora francesa (m. 1729).[14]
- 1794 - Montevideo, Banda Oriental: Gabriel Antonio Pereira, President de l'Uruguai.
- 1768 - Maui, Hawaii: Kaahumanu, reina regent de Hawaii.[15]
- 1834 - Schorndorf (Württemberg): Gottlieb Daimler, enginyer i inventor alemany (m. 1900).
- 1837 - Sant Petersburg: Anna Filossófova, filantropa i feminista russa en els darrers anys de l'època zarista (m. 1912).[16]
- 1839 - Vaduz, Liechtenstein: Josef Rheinberger, compositor i pedagog alemany.
- 1846 - Hoxton, Londres, Anglaterra: Kate Greenaway, artista anglesa famosa per les seues il·lustracions de llibres infantils (m. 1901).[17]
- 1849 - Montague, Massachusetts: Cornelia Clapp, zoòloga i acadèmica estatunidenca especialitzada en biologia marina (m. 1934).[18]
- 1881 - Frauenfeld, Suïssa: Walter Rudolf Hess, oftalmòleg i professor universitari suís guardonat amb el Premi Nobel de Medicina o Fisiologia de l'any 1949.
- 1918 - Tréboul, Finistère (França): John-Antoine Nau, escriptor francès primer escriptor que va rebre el Premi Goncourt l'any 1903 (n. 1860)
- 1919 - Montgomery, Alabama: Nat King Cole, vocalista i pianista de jazz nord-americà (m. 1965).
- 1920 - Toay (La Pampa, Argentina): Olga Orozco, poetessa argentina.[19]
- 1938 - Irkutsk (Sibèria, URSS): Rudolf Nuréiev, ballarí soviètic.
- 1942 - Wernigerode, Alemanya: Monika Wulf-Mathies, política i sindicalista alemanya, fou Comissària Europea de Política Regional.[20]
- 1945 - Porto Alegre, Rio Grande do Sul: Elis Regina, compositora i cantant brasilera (m. 1982).[21]
- 1946 - Múnic, Alemanya: Georges Jean Franz Köhler, biòleg guardonat amb el Premi Nobel de Medicina o Fisiologia de l'any 1984.
- 1948 - Conway (Carolina del Sud, EUA): William Gibson, autor de novel·les de ciència-ficció. Un dels líders del moviment ciberpunk.
- 1951 - Montevideo, Uruguai: Daisy Tourné Valdez, mestra i política, ha estat diputada i ministra de l'Interior de l'Uruguai.[22]
- 1954 - Lorda, França: Terèsa Pambrun-Lavit, escriptora en occità.[23]
- 1955 -
  - Banjul: Isatou Touray, activista feminista de Gàmbia, ha estat ministra de Salut i Vicepresidenta del país.[24]
  - Blue Island, Illinois, Estats Units:  Gary Sinise, actor i director, productor de cinema i músic estatunidenc.
- 1962 - Baltimore (Maryland, Estats Units): Mark Pellington, director, productor i actor estatunidenc.
- 1962 - IJsselmuiden, Països Baixos: Ank Bijleveld, política holandesa de la Crida Demòcrata Cristiana.
- 1972 - Guayaquil: Ana Cecilia Blum, llicenciada en ciències polítiques i socials, escriptora i periodista equatoriana.[25]
- 1977 - Tournai, Bèlgica: Ludivine Dedonder, política socialista belga.
- 1986 - Nova Jersey: Cassie Ramone, artista i compositora nord-americana, vocalista i guitarrista de la banda indie rock Vivian Girls.[26]
- 1997 - Washington DCː Katie Ledecky, nedadora estatunidenca de distància, medallista d'or olímpica i plusmarquista mundial.[27]

## Necrològiques
Països Catalans
- 1670: Guillem Ramon de Montcada i d'Alagón-Espés-Castre, Gran d'Espanya.[28]
- 1855 - Madrid: Ramon Carnicer i Batlle, compositor català d'òpera, mestre de música i l'autor de l'himne nacional de Xile.
- 1907 - Barcelona: Teresa Gallifa i Palmarola, treballadora i vídua osonenca, fundadora de la Congregació de les Serventes de la Passió.
- 1926 - Sant Mateu (Baix Maestrat): Manuel Betí Bonfill, historiador valencià (n. 1864).
- 1928 - Sabadell: Gabriel Clausellas i Aymerich, arxiver català.
- 1977 - Girona: Filomena Batlle i March, pintora i escultora catalana (n. 1908).[29]
- 1979 - Burjassot, Horta Nord: Giacomo Lauri-Volpi, tenor italià.
- 2009 - Sabadell: Joan Argemí i Fontanet, pediatre sabadellenc.
- 2011 - Barcelona: Oriol Regàs i Pagès, promotor cultural, aventurer i empresari català (n. 1936).
- 2015 - Barcelona: Àngels Poch i Comas, actriu de teatre i televisió catalana (n. 1948).[30]
- 2016 - Palau-solità i Plegamans: Maria Víctor Gil, atleta catalana, campiona de la Cursa Jean Bouin cinc anys seguits, del 1947 al 1951 (n. 1926).
- 2019 - Girona: Cristina Cervià Sancho, actriu i directora teatral catalana (n. 1965).[31]

Resta del món
- 45 aC:
  - Tit Labiè mort en la Batalla de Munda.
  - Publi Ati Var mort a la Batalla de Munda.
- 180, Vindobona, Panònia: Marc Aureli, emperador romà.
- 1425, Japó: Ashikaga Yoshikazu, 21è shogun.
- 1782, Basilea, Antiga Confederació Suïssa: Daniel Bernoulli, matemàtic neerlandès de la família Bernoulli. Va treballar amb Leonhard Euler en les equacions que porten els seus noms. El Principi de Bernoulli és una de les bases de l'aerodinàmica.
- 1808 - París: Anna Heinel, ballarina alemanya de carrera brillant a París i a Londres (n. 1753).[32]
- 1853 - Venècia (Itàlia): Christian Andreas Doppler, matemàtic i físic austríac (n. 1803).
- 1860 - Londres: Anna Brownell Jameson, escriptora i historiadora de l'art britànica.[33]
- 1886 - Montecarlo (Mònaco): Pierre-Jules Hetzel, editor (n. 1814).
- 1893 - París (França): Jules Ferry, polític francès (n. 1832).[34]
- 1901, Indianapolis, Indiana, EUA: Benjamin Harrison, president dels Estats Units.
- 1904, Vitòria: Blanca Catalán de Ocón Gayolá, primera botànica espanyola (n. 1860).[35]
- 1907: Ahmed Lütfi Efendi, historiador otomà.
- 1917, Zúric, Imperi Alemany: Franz Brentano, filòsof alemany.
- 1927, Colombes, Victorine Meurent va ser una pintora francesa i també una model de pintors (n. 1844).[36]
- 1937, Londres, Regne Unit: Austen Chamberlain, polític britànic, Premi Nobel de la Pau del 1925 (n. 1863).[5]
- 1956, París: Irène Joliot-Curie, física i química francesa, Premi Nobel de Química del 1935 (n. 1897).[37]
- 1976, Roma, Itàlia: Luchino Visconti, director de cinema italià (n. 1906)[38]
- 1980, Illinois: Mary Alice McWhinnie, biòloga estatunidenca i investigadora antàrtica, una autoritat en krill (n. 1922).[39]
- 1983, Fallston, Maryland (EUA): Haldan Keffer Hartline, metge i biofísic estatunidenc, Premi Nobel de Medicina o Fisiologia de l'any 1967 (n. 1903).[40]
- 1990, Lausana (Suïssa): Capucine, model i actriu francesa (n. 1928).[41]
- 1991, Madrid: Pilar Primo de Rivera, líder de la Sección Femenina de la Falange Espanyola (n. 1907).[42]
- 1993, Nyack, Estat de Nova York, Estats Units: Helen Hayes, actriu estatunidenca.[43]
- 1994, 
  - Londres: Mai Zetterling, actriu i directora de cinema sueca (n. 1925).[44]
  - Edimburg: Charlotte Auerbach, genetista alemanya jueva (n. 1899).[45][46]
- 2002, Unterhaching, Alemanyaː Luise Rinser, escriptora alemanya (n. 1911).[47]
- 2005, Princeton, Nova Jersey, EUA: George F. Kennan, diplomàtic i conseller governamental nord-americà, figura clau a la Guerra Freda.
- 2007, Oregon, EUA: John W. Backus, informàtic estatunidenc.
- 2009, Brasília: Clodovil Hernandes, diputat i presentador de la TV brasilera.
- 2020, Belfast, Irlanda del Nord: Betty Williams, pacifista nord-irlandesa, Premi Nobel de la Pau de l'any 1976.[48]

## Festes i commemoracions
- Onomàstica: sants Patrici d'Irlanda, patró d'Irlanda; Josep d'Arimatea; Gertrudis de Nivelles, abadessa; beat Juan Nepomuceno Zegri y Moreno, prevere fundador Germanes de la Caritat de la Santíssima Mare de Déu de la Mercè; venerable Teresa Gallifa i Palmarola, fundadora de les Serventes de la Passió.
- Festa nacional d'Irlanda
- Dia de la Poesia Catalana a Internet